# Estrella de preones
Una estrella de preones es una hipotética estrella compacta formada por preones, unas partículas subatómicas teóricas que compondrían los quarks y leptones. Se predice que las estrellas de preones poseerían enormes densidades, del orden de 1020 g/cm³, una densidad intermedia entre las estrellas de quarks y los agujeros negros. Las densidades son tan gigantescas que una estrella de preones que tuviera la masa de la Tierra tendría el tamaño de una pelota de tenis.
Esta clase de objetos podrían ser detectados, en principio, mediante lentes gravitacionales o con rayos gamma. La existencia de las estrellas de preones podría explicar algunas incongruencias observacionales que actualmente se solucionan mediante la hipótesis de la materia oscura. Las estrellas de preones se originarían a causa de explosiones de supernova o en el big bang, aunque sería bastante complicado explicar la formación de estos objetos tan pesados y compactos.
Sin embargo, las observaciones actuales de los aceleradores de partículas hablan en contra de la existencia de preones, o al menos no dan prioridad a su investigación, ya que, el único detector de partículas actualmente capaz de explorar energías muy altas (el gran colisionador de hadrones) no está diseñado específicamente para esto y su programa de investigación se dirige hacia otras áreas como el bosón de Higgs, el plasma de quarks-gluones y pruebas relacionadas con la física más allá del Modelo Estándar.
En la relatividad general, si la estrella colapsa a un tamaño más pequeño que su radio de Schwarzschild, un horizonte de sucesos existirá en ese radio y la estrella se convertiría en un agujero negro. Así, el tamaño de una estrella de preones puede variar alrededor de 1 metro con una masa absoluta de 100 tierras al tamaño de un guisante con una masa aproximadamente igual a la de la Luna.